# Пол Фриман
Пол Фриман (енгл. Paul Freeman; рођен 18. јануара 1943.  у Лондону) енглески је глумац, познат по улози археолога Ренеа Белока у филму Индијана Џоунс и отимачи изгубљеног ковчега (1981), као и по улогама у телевизијској серији Фалкон Крос (1984 — 85), филмовима Црни петак за гангстере (1980), Моћни ренџери: филм (1995), Двострука одбрана (1997) и Пандури у акцији (2007). Номинован је за награду Сатурн за улогу у филму Индијана Џоунс и отимачи изгубљеног ковчега.